# The One (Kylie Minogue-dal)
A The One című dal az ausztrál énekes-dalszerző Kylie Minogue 2008. július 28-án megjelent kislemeze 10. X című stúdióalbumáról. A dalt Minogue, Richard Stannard, James Wiltshire, Russel Small, John Andersson, Johan Emmoth és Emma Holmgren írta. A dalt Európában és az Egyesült Királyságban a Parlophone, míg Ausztráliában, és Új-Zélandon a Warner adta ki. Eredetileg a dalt a KylieX2008 turné Egyesült Királyság-beli szakaszával egybeeső fizikai kiadás kísérte volna, azonban csak digitális formában adták ki, így Minogue második digitális kislemeze lett az "Over the Rainbow" után.
A "The One" című dalt eredetileg Laid és Emma Holmgren csapata adta elő, azonban úgy döntöttek, hogy Minogue-nak adják. A "The One"-hoz két hivatalos változat létezik. Az album edit egy közepes tempójú szintipop dal, míg a single remix egy vidámabb dance-pop dal. A Freemasons úgy döntött, hogy újrakeverik az eredeti dalt az egyetlen kiadáshoz. Szövege szerint a dal egy szeretőnek szól, aki azt mondja neki, hogy szeresse. 
Kereskedelmi szempontból a dal nem volt túl sikeres a slágerlistákon a nagyon korlátozott promóció miatt. A dal csak Új-Zélandon jutott fel a kislemezlista élére, Ausztráliában pedig a 10. helyezett volt a dance listán. Európában a dal Szlovákiában Top 10-es lett. Az Egyesült Királyságban pedig a 36. helyet sikerült elérnie. A dal megjelenése óta több koncerten is szerepelt, legutóbb Minogue 2018-as Golden Tour turnéján adta elő.

## Előzmények
A "The One"-t hivatalosan Minogue 10. X című stúdióalbumának 4. és egyben utolsó hivatalos kislemezeként jelent meg. A dalt eredetileg Laid és Emma Holmgren csapata adta elő, azonban végül Minogue-nak adták, hogy rögzítse. A dal eredeti változata 2006-ban jelent meg a Mastercuts: Funky House című válogatáson. A dalt Brightonban rögzítették, és készítették, ahol más dalokkal, és más producerekkel is együtt dolgoztak. Az egyik közülük az In My Arms című dal volt. Minogue verziója azonban új dalszövegeket tartalmaz, mint az eredeti felvett változat.
Russel Small az album producere a Channel 4 brit televíziós csatornának adott interjúban elárulta, hogy az album kiadása késett. Ennek fő oka az volt, hogy amikor elküldték a "The One"-t Stannardnak, nem kapták vissza azt, és összesen 10 hónapot vártak. Majd hozzátette: "Egy Biff Stannard nevű fickóval együtt készítettünk egy számot az új albumra, a "The One" címűt, azonban ő akkor a Spice Girlsnek is írt dalokat, és volt még néhány dal a Kylie albumon ami nem készült el. Egy éve elküldtük a dalt, és körülbelül tíz hónapig nem hallottunk semmit róla. Próbáltuk visszaszerezni, mert a saját lemezünkön akartuk, aztán egy nappal az album véglegesítése után megtudtuk, hogy a több száz beküldött dal közül elfogadták Kylie számára.

## Összetétel
A dal befejezése után a mastert Geoff Pesche készítette, és Ash Howes keverte. A dalt Brightonban vették fel, ahol más dalokat is rögzítettek, köztük az "In My Arms" címűt. Zeneileg az album verziója egy szintipop stílusú dal, europop, és elektronikus dalelemekkel. A dal remix változata azonban egy pörgősebb dance-pop dal. A Musicnotes weboldal szerint, melyet a Sony/ATV Music Publishing adott ki, a dal D-dúr hangnemben íródott. A dal üteme 123 BPM ütemű. Minogue énekhangja pedig F#3-tól D5-ig terjed.
Fraser McAlpine a BBC Music munkatársa azt mondta Minogue-ról: " A dalban a szokásos érzéki énekhang mutatkozik meg, a szintetizátorok a kórusba rohannak, hogy felgyorsítsák a dalban lévő könyörgő dalszöveget: "Love Me, Love Me, Love Me". Majd kommentálta a dalt: "A Freemasons mixmesterei azonban nagyon szépen beleférnek a dalba, bár lényeges különbség van az eredeti és ez között. (Nevezetesen néhány szinti és rave beat). Az eredeti elég erős ahhoz, hogy kibírja a földbe döngölést, anélkül, hogy megfulladt volna a Freemasons kezelése alatt. Jax Smike az About weboldaltól úgy érezte, hogy a dal egy ballada, és a dalt a 2004-es I Believe in You című kislemezhez hasonlította. Tom Ewing a Pitcfork Media munkatársa azt mondta: "Amikor a dal véget ér és a dal pompásan csillog a gitárokkal, és morze kódos gitárokkal, a 4/4-es dance pophoz való visszatérés szinte kézzelfogható önbizalom-lökést hoz". Ahogy énekli a "Love Me, Love Me, Love Me dalszöveget ebben a négy percben, mi is ezt tesszük".
A dalszövegben egy nő (Minogue) azt mondja a szeretőjének, hogy ő "az egyetlen" (The One), és azt akarja, hogy szeresse. Ezt a "Love me/Love me/Love me/ szöveg skandálja. Minogue Michelangelo olasz szobrászra is hivatkozik a "Close to touch like Michelangelo." dalszövegsorral.

## Videoklip
A dalhoz tartozó videoklipet Ben Ib rendezte, és az Egyesült Királyságban, Manchesterben készült. A videót a Manchester Aréna rögtönzött, zöld képernyős stúdiójában forgatták, ahol Minogue a KylieX2008 turnéval is fellépett. A klip a fellépések közötti szabadnapokon készült. A videó premierje 2008. augusztusában volt, és a dal a Freemasons változatát használta a videóban.
A vizuális koncepciót különböző kezdeti referenciaképek ihlették, amelyeket Minogue osztott meg a rendeőzvel, Ben Ib-vel. Ebben szerepeltek Rocchenko, valamint Carole Lombard és Lauren Bacall  klasszikus hollywoodi színésznők képei. Ib szerint a videóra Fritz Lang, az Art déco a Powell and Pressburger, az Óz, a csodák csodája és a Busby Berkeley is hatással van.
A videó egy férfi és egy női táncossal (Jason Beitel és Nikki Trow) indul, térden felüli fürdőruhát viselő, szorosan koreografált karmozgásokat adva, miközben a háttérben a fények kaleidoszkopikus hatással bírnak, egy spirográf segítségével. Minogue több különböző stílusban jelenik meg a videóban egybevágott jelenetekben, mindegyik fekete-fehér grafika hátterében, amely kaleidoszkópszerű és spirális vizuális motívumokban színes kitöréseket tartalmaz. Több közjátéknál a "Love Me, Love Me" grafikus szöveg jelenik meg a videó hátterében, a kórus kísérő szövegével. Minogue először a hollywoodi aranykort idéző elbűvölő ruhákban jelenik meg, és a haja erősen göndörített, míg a klip vége felé Ray-Ban Wayfarer napszemüveget visel, rövid bob frizurával.

## Összetétel

### Kritikák
Fraser McAlpine a BBC Musictól méltatta a dalt kritikájában, és ötből ötöt adott neki. "Bár a számokról egyéni kritikákat adtam, a "The One"-ról azt a következtetést vontam le, hogy korábban is foglalkoztam azzal, hogy Kylie milyen csábítóan barátságos hangilag, és nincs semmi olyan rendkívüli ebben a dalban zeneileg, hogy valóban teljes bontásra szorulna az áttekintés, és ez talán azt jelenti, hogy az általános, nem pedig a zseniális szó rá, de ha Kylie el tudja adni ezt ott, ahol Róisín Murphy és (bizonyos mértékben) Cyndi Lauper kudarcot vall, akkor ez messze nem rossz dal". Michael Hubbard a MusicOMH-tól a dalt az "X" stúdióalbum legemlékezetesebb dalának nyilvánította. Összehasonlította a dalt a New Order és Goldfrapp dalaival, és kijelentette, hogy végül nem sikerült ebből felülkerekednie". A Lost at Sea magazin is úgy érezte, hogy ezzel a dallal tiszteletét fejezi ki a New Order előtt.
Jax Spike az About weboldaltól azt mondta, hogy a dal nem rossz, de nem tudott semmi újat hozzátenni az albumhoz. A dalt a 12. helyre sorolta az Év dala listáján. Tom Ewing a Pitchfork Media munkatársa kijelentette: "Minogue mindig is ebben a fajta zökkenőmentes zenében volt a legjobb, és visszatért a komfortzónájába". Nick Levine ötből négy csillagot adott a dalnak. A Digital Spy szerint a dal egy csillogó techno-pop dal, mely tökéletesen illik Minogue-hoz, melyre úgy reagál, hogy az egyik vokális teljesítményét fekteti bele, úgy hogy egyszerre angyali és buja hangzású legyen. A dal nem elég ahhoz, hogy megmentse az "X" stúdióalbumot, de a "The One" egy ügyes emlékeztető arra, hogy szinte senki sem veri meg Kylie-t, mikor a legjobb formában van.
Peter Robinson a The Observertől egy elismert megjegyzést fűzött a dalhoz, amikor "szomorú diszkóeposznak" nevezte, majd ezt mondta: "A dalt az egyik legjobb szerzeménynek tartom eddigi pályafutása során". A Boston Globe egy "jeges dance-pop himnusznak" nevete. Chris True az AllMusic-tól "hideg, kiszámított, dance pop"-dalnak nevezte, amely inkább a közelmúltbeli munkáit idézi. A BBC Music szerint a "The One" az eddig megszokott remek hagyományt követi, amellyel képes olyan dalokat készíteni, amelyek összetörik a szívet, vagy éppen segítenek megrázni a táncoló hátsóját. Evan Sawdey a PopMatterstól azt mondta, hogy a dal jó lett volna, még a Stock Aitken Waterman korában, de meg kell jegyezni, nem túl jó dolog. Dave Hughes a Slant magazintól azt mondta: "Bár a dalok nem jelentenek sok újat Minogue számára, de legalább kényelmesen szól rajtuk".

### Kereskedelmi teljesítmények
Bár a dalt kiadták szülőhazájában, Ausztráliában, mégsem volt nagy hatással az ausztrál kislemezlistára. A dal azonban így is elérte a 10. helyet az ARIA Dance listán. Az Egyesült Királyságban a dal a 36. helyen debütált, de már három hét után kiesett a listáról. Ennek oka a dal fizikai megjelenésének törlése volt, mivel csak digitális letöltésként volt elérhető. Az Egyesült Királyságban történt kudarc után Európában is megjelent a dal. Bár a dalt Új-Zélandon nem adták ki, nem volt nagy hatással az ottani kislemezlistára. Azonban a New Zealand Airplay Chart kislemezlistán szerepelt, ahol a 2. helyen debütált.  A dal ezek után az 1. helyezett lett, így Minogue első helyezettje a rádiós listán, és a második Új-Zélandon.
Belgiumban a dal a 30. helyen debütált az Ultratip listán. A dal végül a 7. helyen volt a csúcson. Vallóniában a dal a 26. helyen debütált az Ultratip listán, és a 15. helyig jutott. A Cseh köztársaságban a dal két egymást követő héten a 38. helyen állt meg. Magyarországon a dal a 26. volt. Szlovákiában a 94. helyen debütált, és a tizedik héten Top 20-as lett, így egészen a 6. helyig jutott, huszonöt hétig maradva a listán.

## Számlista és formátum
| 1. | The One                              |  | 4:05 |
| 2. | The One (Freemasons vocal club edit) |  | 3:42 |
| 3. | The One (Freemasons vocal club mix)  |  | 9:14 |

## Slágerlista
| Slágerlista (2008)                    | Legjobb helyezések |
| ------------------------------------- | ------------------ |
| Belgium (Ultratip Flanders)           | 7                  |
| Belgium (Ultratip Wallonia)           | 15                 |
| CIS (TopHit)                          | 61                 |
| Csehország (Rádio Top 100)            | 38                 |
| Magyarország (Rádiós Top 40)          | 26                 |
| New Zealand Airplay (RIANZ)           | 1                  |
| Russia Airplay (TopHit)               | 51                 |
| Szlovákia (Rádio Top 100)             | 6                  |
| Egyesült Királyság (UK Singles Chart) | 36                 |

| Slágerlista (2008)      | Helyezés |
| ----------------------- | -------- |
| Russia Airplay (TopHit) | 195      |

## Megjelenések
| Ország             | Dátum                | Formátum           | Label                    |
| ------------------ | -------------------- | ------------------ | ------------------------ |
| Egyesült Királyság | 2008. július 28.     | Digitális letöltés | Parlophone               |
| Új-Zéland          | 2008. szeptember 22. | Digitális letöltés | Warner Music Australasia |
| Európa             | 2008. október 7.     | Digitális letöltés | EMI                      |
| Ausztrália         | 2008. október 20.    | Digitális letöltés | Warner Music Australasia |